# اکسس سیستمز امریکاس
اکسس سیستمز امریکاس (انگلیسی: Access Systems Americas) شرکت فناوری اطلاعات آمریکایی است، که در سال ۱۹۹۰ تأسیس شد.